# Landkreis Trier

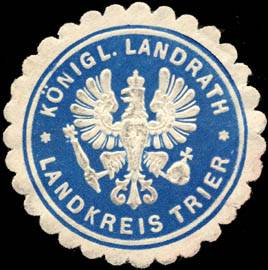
Siegelmarke Königlicher Landrath – Landkreis Trier

Der Landkreis Trier im Regierungsbezirk Trier in der preußischen Rheinprovinz wurde 1816 gegründet und bestand bis zur rheinland-pfälzischen Verwaltungsreform 1969.

## Geographie
Der Landkreis grenzte Anfang 1969 im Uhrzeigersinn im Nordwesten beginnend an die Landkreise Bitburg, Wittlich, Bernkastel und Birkenfeld (alle in Rheinland-Pfalz), an die Landkreise Sankt Wendel und Merzig-Wadern (beide im Saarland) sowie an den Landkreis Saarburg und an die kreisfreie Stadt Trier (beide wiederum in Rheinland-Pfalz).

## Geschichte
Bis zur französischen Besetzung von 1794 gehörte das Kreisgebiet überwiegend zum Kurfürstentum Trier bzw. zum Herzogtum Luxemburg.
1798 kam es an Frankreich und wurde dem Saardepartement eingegliedert. Dort gehörte es zu den Arrondissements Birkenfeld und Trier.
Nachdem das Gebiet zu Preußen gekommen war, wurden 1816 bei der Kreiseinteilung des Regierungsbezirks Trier unter anderem der Stadtkreis und der Landkreis Trier eingerichtet. Im Stadtkreis Trier, zu dem von Anfang an neben der Stadt auch einige Dörfer und Vororte gehörten, wurde 1852 eine Bürgermeisterei der Vororte von Trier geschaffen, die kommissarisch dem Landrat des Landkreises Trier unterstellt war, formell aber weiterhin zum Stadtkreis gehörte. Am 1. April 1888 wurde der größte Teil der Bürgermeisterei der Vororte von Trier mit den Gemeinden Euren, Heiligkreuz, Kürenz, Olewig, Pallien, Sankt Matthias-Medard-Feyen und Zewen-Oberkirch aus dem Stadtkreis Trier in den Landkreis Trier umgegliedert.
1912 schieden die drei Gemeinden Heiligkreuz, Pallien und Sankt Matthias-Medard-Feyen wieder aus dem Landkreis aus und wurden in die Stadt Trier eingemeindet. Am 1. Juli 1930 wurden außerdem die Gemeinden Euren, Kürenz und Olewig sowie der bis dahin zu Pfalzel gehörende Ortsteil Biewer in die Stadt Trier eingemeindet.
Am 1. Mai 1945 wurden auf Anordnung der französischen Besatzungsmacht die Gemeinden Bierfeld, Braunshausen, Buweiler-Rathen, Kastel, Kostenbach, Nonnweiler, Otzenhausen, Primstal und Sitzerath aus dem Landkreis Trier in den Kreis Wadern umgegliedert.
Am 18. Juli 1946 gliederte die französische Militärregierung die Gemeinden Filzen, Hamm, Kommlingen, Könen, Konz, Krettnach, Niedermennig, Oberbillig, Oberemmel, Paschel, Pellingen und Wasserliesch aus dem Landkreis Trier in den Landkreis Saarburg um, der gleichzeitig dem Saargebiet zugeteilt wurde. Als der Landkreis Saarburg am 7. Juni 1947 nach Rheinland-Pfalz rückgegliedert wurde, verblieben diese Gemeinden im Landkreis Saarburg.
Am 7. Juni 1969 wurde der Landkreis Trier aufgelöst:
- Die Gemeinden Ehrang-Pfalzel, Eitelsbach, Filsch, Irsch, Kernscheid, Ruwer, Tarforst und Zewen-Oberkirch wurden in die Stadt Trier eingegliedert.
- Die Gemeinden Minden und Menningen kamen zum Landkreis Bitburg.
- Die Gemeinde Börfink-Muhl kam zum Landkreis Birkenfeld.
- Alle übrigen Gemeinden wurden mit dem Landkreis Saarburg zum Landkreis Trier-Saarburg zusammengeschlossen.

Beim weiteren Reformschritt, der am 7. November 1970 in Kraft trat, wechselten von den Gemeinden, die dem Altkreis Trier entstammten, Eisenach, Gilzem und Orenhofen in den Landkreis Bitburg-Prüm sowie Breit, Büdlich, Heidenburg und Trittenheim in den Landkreis Bernkastel-Wittlich. Der Ortsteil Muhl, ebenfalls bis 1969 im Landkreis Trier, wurde aus dem Landkreis Birkenfeld nach Neuhütten im Landkreis Trier-Saarburg umgemeindet.

## Wappen
| Wappen von Landkreis Trier | Blasonierung: „Unter silbernem (weißem) Schildhaupt, darin ein auffliegender golden (gelb) bewehrter schwarzer Adler; gespalten, vorne in Silber (Weiß) ein durchgehendes rotes Kreuz; hinten der neunmaligen Teilung von Silber (Weiß) und Blau aufgelegt, ein golden (gelb) gekrönter und bewehrter roter Löwe.“                                                                                     |
| Wappen von Landkreis Trier | Wappenbegründung: Das Wappen wurde am 11. Februar 1930 vom preußischen Staatsministerium genehmigt. Das Kreisgebiet stand einst unter den Herrschaften von Kurtrier und den Grafen von Luxemburg, welches durch das Kreuz von Trier und dem luxemburgischen Löwen gezeigt wird. Das Schildhaupt weist auf die Zugehörigkeit des Kreises zur preußischen Rheinprovinz während der Wappenverleihung hin. |

## Einwohnerentwicklung
| Jahr | Einwohner | Quelle |
| ---- | --------- | ------ |
| 1816 | 038.965   | [ 7 ]  |
| 1847 | 057.528   | [ 8 ]  |
| 1871 | 070.235   | [ 9 ]  |
| 1885 | 074.621   | [ 9 ]  |
| 1900 | 083.495   | [ 10 ] |
| 1910 | 094.594   | [ 10 ] |
| 1925 | 103.595   | [ 10 ] |
| 1939 | 095.982   | [ 10 ] |
| 1950 | 079.940   | [ 10 ] |
| 1960 | 087.700   | [ 10 ] |
| 1968 | 096.284   |        |

## Landräte
- 1816–184700Gustav Perger
- 1848–188500Eduard Otto Spangenberg
- 1885–189400Leopold Tobias
- 1894–192000Maximilian von Troschke
- 1920–193300Karl Pohl
- 1933–193500Nikolaus Simmer
- 1936–000000Hellmuth Rademacher (vertretungsweise)
- 1936–194500Philipp Deichmann
- 1945–194600Heinrich Salzmann
- 1946–194700Robert Fecker
- 1947–195000Jakob Emil Schladt
- 1950–196200Heinrich Salzmann
- 1962–196400Konrad Schubach
- 1964–196900Dieter Braun-Friderici

## Bürgermeistereien 1816
Bei der Gründung des Landkreises gab es folgende Bürgermeistereien:
- Bürgermeisterei Aach
- Bürgermeisterei Beuren
- Bürgermeisterei Farschweiler
- Bürgermeisterei Heidenburg
- Bürgermeisterei Hermeskeil
- Bürgermeisterei Igel
- Bürgermeisterei Irsch
- Bürgermeisterei Kell
- Bürgermeisterei Konz
- Bürgermeisterei Leiwen
- Bürgermeisterei Longuich
- Bürgermeisterei Mehring
- Bürgermeisterei Oberemmel
- Bürgermeisterei Otzenhausen
- Bürgermeisterei Pfalzel
- Bürgermeisterei Ralingen
- Bürgermeisterei Ruwer
- Bürgermeisterei Schleidweiler
- Bürgermeisterei Schöndorf
- Bürgermeisterei Schweich
- Bürgermeisterei Trierweiler
- Bürgermeisterei Trittenheim
- Bürgermeisterei Wasserliesch
- Bürgermeisterei Welschbillig

## Ämter
Seit der Gründung des Landkreises gab es viele Strukturänderungen bei den Bürgermeistereien.
Sie wurden 1927 zu Ämtern umbenannt. 1931 gab es folgende Ämter:
1. Amt Aach-Igel-Trierweiler (Sitz in Trier)
2. Amt Beuren (Sitz in Bescheid)
3. Amt Farschweiler (Sitz in Bescheid)
4. Amt Heidenburg (Sitz in Bescheid)
5. Amt Hermeskeil, Hermeskeil
6. Amt Irsch-Schöndorf (Sitz in Wilzenburg)
7. Amt Kell, Kell
8. Amt Konz, Konz
9. Amt Leiwen (Sitz in Klüsserath)
10. Amt Longuich (Sitz in Trier)
11. Amt Mehring, Mehring
12. Amt Otzenhausen (Sitz in Nonnweiler)
13. Amt Pfalzel (Sitz in Ehrang)
14. Amt Ralingen (Sitz in Welschbillig)
15. Amt Ruwer, Ruwer
16. Amt Schleidweiler (Sitz in Zemmer)
17. Amt Schweich, Schweich
18. Amt Trittenheim (Sitz in Klüsserath)
19. Amt Welschbillig, Welschbillig

1934 folgte eine neue Ämtereinteilung im Landkreis Trier. Die Anzahl der Ämter wurden durch Zusammenlegungen reduziert.
Neu entstand das Amt Trier-Land. Bereits 1931 fusionierte das Amt Longuich mit dem Amt Schweich.
Somit existierten 1937 noch folgende Ämter:
1. Amt Ehrang, kam später (teilweise) zu Trier-Land
2. Amt Hermeskeil
3. Amt Kell
4. Amt Konz-Karthaus, später: Amt Konz
5. Amt Nonnweiler, kam später zum Landkreis St. Wendel
6. Amt Schweich
7. Amt Trier-Land
8. Amt Waldrach (in Ruwer), ab 1954 Amt Ruwer
9. Amt Welschbillig, kam später (teilweise) zu Trier-Land

Aus den Ämtern entstanden 1968 durch ein rheinland-pfälzisches Landesgesetz die Verbandsgemeinden.
Diese gehörten ab 1969 zum Landkreis Trier-Saarburg.

## Gemeinden
Zum Landkreis Trier gehörten 1969 folgende Gemeinden:
| Aach           |
| Bekond         |
| Bescheid       |
| Beßlich        |
| Beuren         |
| Bonerath       |
| Börfink-Muhl   |
| Breit          |
| Büdlich        |
| Butzweiler     |
| Damflos        |
| Detzem         |
| Edingen        |
| Ehrang-Pfalzel |
| Eisenach       |
| Eitelsbach     |
| Ensch          |
| Farschweiler   |
| Fastrau        |
| Fell           |
| Filsch         |
| Föhren         |

| Franzenheim |
| Fusenich    |
| Geisfeld    |
| Gilzem      |
| Godendorf   |
| Grewenich   |
| Grimburg    |
| Gusenburg   |
| Gusterath   |
| Gutweiler   |
| Heddert     |
| Heidenburg  |
| Herl        |
| Hermeskeil  |
| Hinzenburg  |
| Hinzert     |
| Hockweiler  |
| Hofweiler   |
| Holzerath   |
| Igel        |
| Irsch       |
| Issel       |

| Ittel      |
| Kasel      |
| Kell       |
| Kenn       |
| Kernscheid |
| Kersch     |
| Klüsserath |
| Kordel     |
| Korlingen  |
| Köwerich   |
| Lampaden   |
| Langsur    |
| Leiwen     |
| Liersberg  |
| Longen     |
| Longuich   |
| Lorich     |
| Lörsch     |
| Lorscheid  |
| Mandern    |
| Mehring    |
| Menningen  |

| Mertesdorf      |
| Mesenich        |
| Metzdorf        |
| Minden          |
| Möhn            |
| Morscheid       |
| Naurath (Eifel) |
| Naurath (Wald)  |
| Neuhütten       |
| Newel           |
| Olk             |
| Ollmuth         |
| Orenhofen       |
| Osburg          |
| Pluwig          |
| Pölert          |
| Pölich          |
| Prosterath      |
| Ralingen        |
| Rascheid        |
| Reinsfeld       |
| Riol            |

| Riveris            |
| Ruwer              |
| Schillingen        |
| Schleich           |
| Schleidweiler-Rodt |
| Schöndorf          |
| Schweich           |
| Sirzenich          |
| Sommerau           |
| Tarforst           |
| Thomm              |
| Thörnich           |
| Trierweiler        |
| Trittenheim        |
| Udelfangen         |
| Waldrach           |
| Waldweiler         |
| Welschbillig       |
| Wintersdorf        |
| Zemmer             |
| Zewen-Oberkirch    |
| Züsch              |

Die folgenden Gemeinden wurden vor 1969 eingemeindet oder umbenannt:
- Abtei, am 1. April 1931 zu Hermeskeil
- Ehrang und Pfalzel, am 1. März 1968 zur Gemeinde Ehrang-Pfalzel zusammengeschlossen
- Höfchen, am 1. April 1931 zu Hermeskeil
- Konz-Karthaus, 1937 in Konz umbenannt
- Merzlich, 1930 mit Konz zur Gemeinde Konz-Karthaus zusammengeschlossen
- Mettnich und Mühlfeld, 1930 zur Gemeinde Primstal zusammengeschlossen
- Ruwer-Maximin und Ruwer-Paulin, 1930 zur Gemeinde Ruwer zusammengeschlossen
- Sauscheid, 1932 in Grimburg umbenannt

## Kfz-Kennzeichen
Am 1. Juli 1956 wurde dem Landkreis bei der Einführung der bis heute gültigen Kfz-Kennzeichen das Unterscheidungszeichen TR zugewiesen. Es wird im Landkreis Trier-Saarburg wie auch in der kreisfreien Stadt Trier durchgängig bis heute ausgegeben.